# Grassina
Grassina (IPA: [ˈɡràssina]) è una popolosa frazione del comune di Bagno a Ripoli nella città metropolitana di Firenze, in Toscana.

## Storia
A cavallo tra 1800 e 1900 il centro abitato era molto più esiguo di ora.
Si hanno notizie storiche del borgo rurale sin da epoca etrusca, anche se molto scarse e frammentarie.
Solo in epoca seicentesca si menziona l'esistenza di Grassina in uno statuto che ne attesta l'annessione al neonato comune di Bagno a Ripoli. Il documento è conservato nella Biblioteca Comunale di Ponte a Niccheri. Si parla di una vera e propria nascita della cittadina grazie alla fusione, avvenuta nel 1922, tra due storiche organizzazioni presenti nel territorio comunale: la Società Corale di Mutuo Soccorso San Martino a Strada, fondata nel 1888, e la Società Corale di Grassina, fondata nel 1877.
Per quanto queste due società abbiano contribuito a tale rinascita, nel secondo dopoguerra la Casa del Popolo prevalse sulle due società parrocchiali e diventò fulcro del paese, grazie alla sua predominanza culturale e geografica. Tale struttura si affaccia sulla piazza principale (Piazza Umberto I), e ciò denota il suo ruolo centrale nella vita del paese.
È storicamente nota la rivalità con l'altra grande frazione del comune di Bagno a Ripoli, ovvero Antella; tali inimicizie tuttora molto accese non hanno un'origine chiara, ma ciò non ha scardinato dalla mentalità dei paesani di entrambe le frazioni un senso di rivalità costruttiva e bonaria. Tali rivalità sono solo raramente sfociate in atti violenti, come per esempio nel derby calcistico disputato nel 2010: in tale manifestazione sportiva alcuni spettatori di ambe le fazioni, armati di tutto punto, hanno dato vita a una vera e propria guerriglia.
Grassina, fino ad inizio del secolo scorso, era inoltre nota come paese delle lavandaie in quanto la vicinanza a due torrenti, l'omonimo Grassina e l'Ema, permetteva alle famiglie di lavandai di detergere i panni delle famiglie benestanti fiorentine.

### I lavandai di Grassina
Tra le famiglie più importanti di lavandai vi era la famiglia dei Benvenuti, dei Del Soldato e dei Vannini; fu questa famiglia a dare il nome allo storico quartiere di Bubè, essendo questo il loro soprannome.
L'ultimo dei lavandai che lavoravano attivamente nel paese è stato Gino Vannini. Egli, deceduto nel maggio del 2014, era l'ultimo erede della stirpe che portò avanti la "cultura lavandaia", che per secoli ha distinto i grassinesi e che inevitabilmente è andata sfumando.
Le lavanderie, chiuse negli anni sessanta a causa della diffusione delle lavatrici, operavano principalmente nello storico quartiere della Mestola, dove le case si affacciano sul torrente Grassina.
Ancora oggi nelle case storiche si possono vedere gli strumenti del mestiere simbolo della frazione di Grassina. Il fulcro delle attività delle donne grassinesi era il chiassolo (piccolo chiasso, ovvero piazzetta) su cui appunto sorgono le abitazioni dei vecchi lavandai. Gli strumenti impiegati erano: i viai, i caloriferi e le prime lavatrici, dette volgarmente canarone, che consistevano in grossi cilindri al cui interno venivano posti i panni da lavare e i tòrci, simili a cestelli che tramite la forza centrifuga asciugavano i panni.
Questi strumenti sono il lascito dell'ultima fase dell'attività lavandaia, di donne e uomini che trascorrevano la maggior parte del tempo in ginocchio sui greti dei fiumi con cenere o sapone, esposti alle intemperie. I lavandai si occupavano anche del trasporto della biancheria pulita per la restituzione alla clientela cittadina, utilizzando dei carri ("barrocci") trainati da muli o asini.
Proprio i barrocciai grassinesi attribuirono il nome di "via de' Moccoli" a via Benedetto Fortini: essendo la via più veloce per raggiungere alberghi e abitazioni nel centro di Firenze questa strada era l'insostituibile luogo di transito dei barrocci che, tornando verso le lavanderie appesantiti dai panni sporchi, affaticavano notevolmente le bestie (ciuchi, muli, buoi) che dovevano trainarli. I barrocciai spesso moccolavano, termine usato nel vernacolo fiorentino per intendere l'atto di bestemmiare.
Nelle vicinanze del paese troviamo la Fonte della Fata Morgana, fatta costruire nel tardo Cinquecento dalla famiglia Vecchietti, nel parco della propria villa e che si pensa fosse utilizzato come sito di bivacco per i lavandai che andavano a Firenze a riconsegnare la merce.
Nella struttura sono visibili alcuni viai.
Grassina è storicamente nota anche come la porta del Chianti, per la sua posizione geografica, ultima frazione inclusa nel tessuto urbano fiorentino e inizio della famosa Via Chiantigiana.

## Le contrade di Grassina
Grassina è storicamente divisa in quattro contrade: il Centro (comprendente la zona tra la chiesa di San Michele a Tegolaia e via Spinello Aretino), la Mestola (situata all'estremità occidentale del centro abitato, nella zona compresa tra Pian di Grassina e il Borgaccio), la Rana (nella zona compresa tra Tegolaia e Ponte a Niccheri) e la Barca, situata nell'estremo Nord del paese. Tali contrade non hanno ad oggi una divisione netta, ma in passato, poiché Grassina era costituita in origine da vari agglomerati poco distanti gli uni degli altri, i confini erano più facili da tracciare
Nei primissimi anni del secondo dopoguerra le contrade si sfidavano in palio corso per le vie del centro storico. Come testimonia una targa affissa in via Costa al Rosso, l'ultimo palio avvenne nel 1949 per cause indefinite. Dopo un sessantennio le competizioni tra le contrade sono state rimesse in pratica con modalità ben diverse: infatti oggi le competizioni, organizzate dal comitato delle contrade con l'aiuto di tutte le associazioni del paese, consistono in gare di bocce, tennis, burraco, calcetto, pallavolo e tiro alla fune. Al termine delle competizioni la contrada vincente ha il diritto di custodire una riproduzione in scala della Statua della Lavandaia situata in Piazza Umberto I.
Le contrade hanno tutte dei colori caratteristiche: la mestola bianco-viola, il centro rosso-verde, la barca blu-giallo, e la rana verde scuro-rosso amaranto.

## Monumenti e luoghi d'interesse
- Chiesa di San Michele Arcangelo

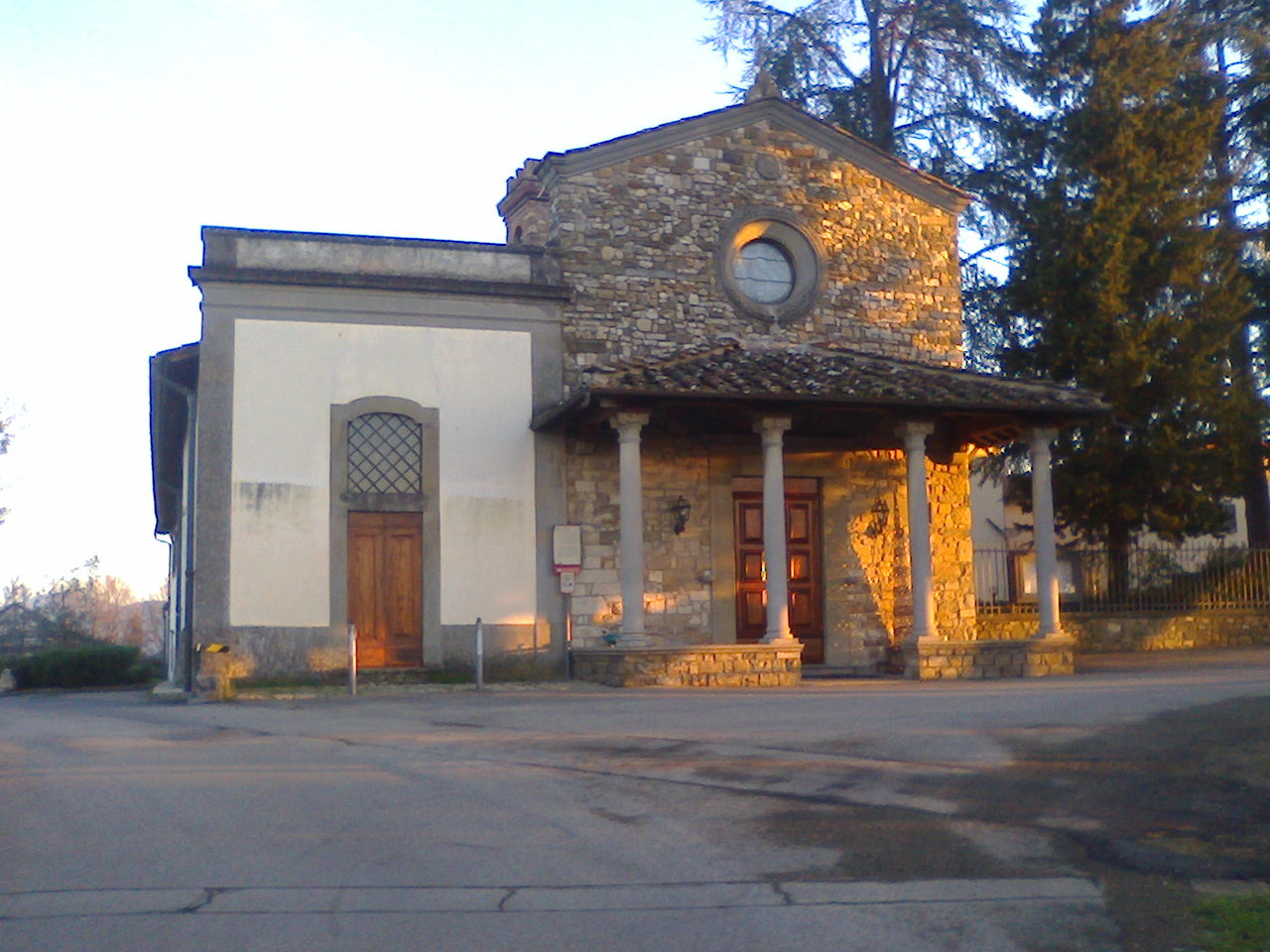
Facciata della chiesa di San Martino a Strada.

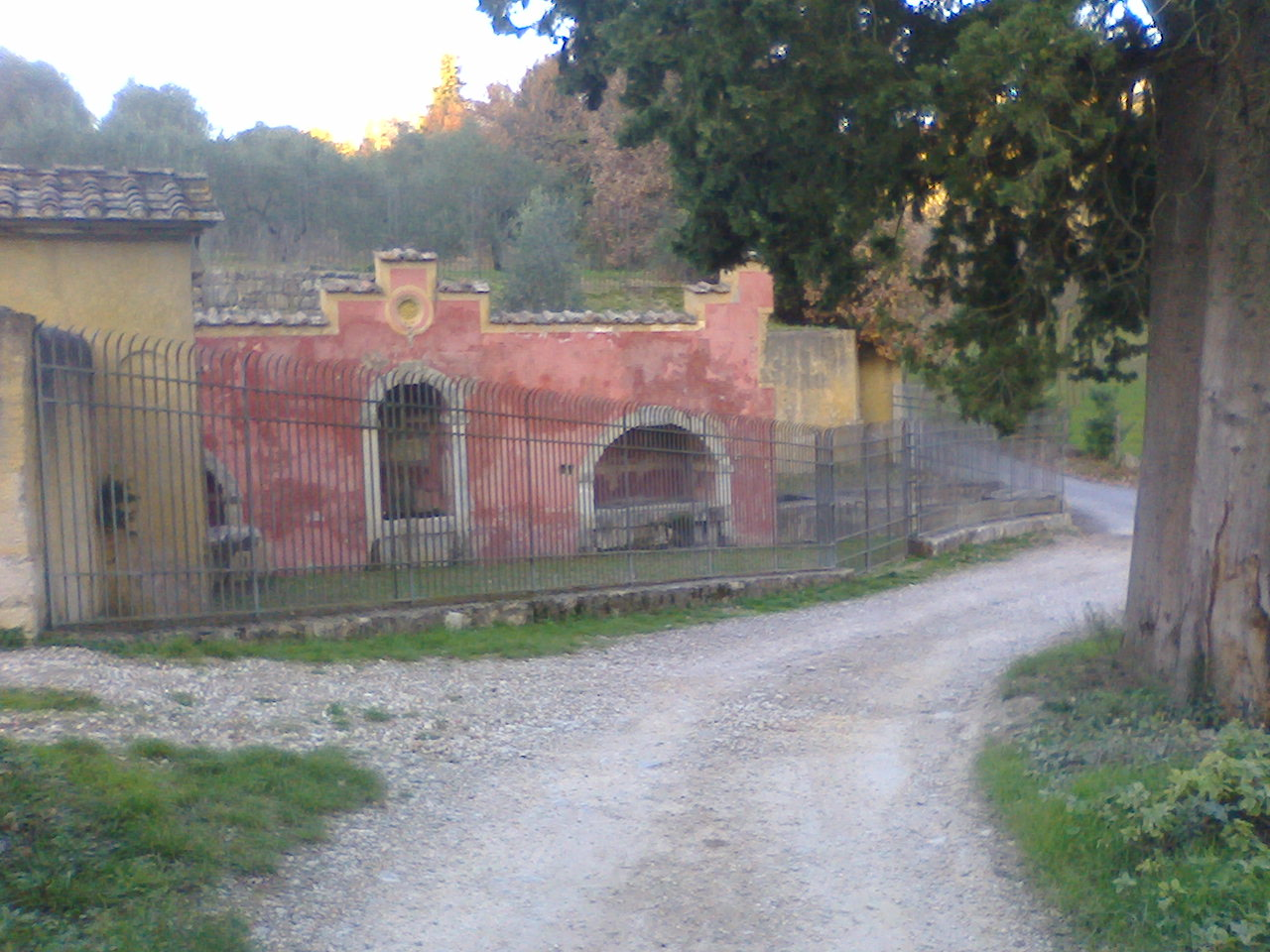
Fonte della Fata Morgana vista di lato

- Chiesa di San Martino a Strada o ai Cipressi
- Cimitero Comunale di San Martino
- Monumento alla Lavandaia: è una statua situata in piazza Umberto I rappresentante una lavandaia, simbolo del paese. La statua di bronzo a grandezza naturale rappresenta una lavandaia nell'atto di sciacquare dei panni da notare sono tutta una serie di piccoli animali che si dislocano sulla veste della donna: una lucertola, un granchio d'acqua dolce e molti altri. L'autore della statua è lo scultore e professore Silvano Porcinai (natio proprio di Grassina del quartiere della Mestola).[7]
- Fonte della Fata Morgana
- Circolo ACLI
- Casa del Popolo di Grassina (Circolo ARCI): fondata nel 1877, assunse nel 1946 il nome attuale. Essa è dotata di un bar, una sala da biliardo, una sala multifunzionale che può ospitare fino a 400 persone (Sala Sport), un cinema attualmente dismesso, un ampio parcheggio ed un'area giochi. La gestione di quest'ultima è passata nel maggio 2016 al Comune di Bagno a Ripoli, e ne è in programma il rifacimento entro il 2018[8]. L'attuale presidente è Valeriano Rigacci.
- Teatro SMS
- Casa dei Mordenti

## Eventi

### Rievocazione Storica della Passione di Cristo
Grassina è celebre per aver dato vita a una nota rappresentazione sacra: la rievocazione storica della Passione di Cristo.
Si svolge, dal 1634, nel giorno del Venerdì Santo, quando oltre 400 figuranti in costume attraversano il centro cittadino in un solenne Corteo Storico unendosi ad altri 80 personaggi che daranno vita a ben 14 scene rappresentanti la vita di Cristo, culminanti con la Crocifissione.
Una scena della manifestazione è stata usata dissacratoriamente dal regista Monicelli che ne ha fatto una delle gag più famose del film Amici miei - Atto IIº
La manifestazione della rievocazione attraversa tutto il centro del paese da sempre tale manifestazione è molto sentita dai paesani (anche se la maggior parte di loro non è ferventemente credente) la maggior parte dei paesani partecipa attivamente all organizzazione dell'evento.
Per l'occasione il paese si scrolla di dosso la propria aria austera e mite e per una serata (il Venerdì Santo) si tinge di colori e si riempie di bancarelle, sia dei negozianti del luogo sia di venditori venuti da fuori vista l'importanza dell'evento in cui presenziano spesso anche personaggi di spicco.
È certamente discutibile la trasformazione di una ricorrenza che dovrebbe incupire gli animi (Crocifissione del Cristo) ma, ormai la tradizione festaiola è palesemente radicata tra i grassinesi.
.

## Infrastrutture e trasporti

### Strade
La località si trova lungo la Strada Regionale 222 (ex Statale 222), nota come Via Chiantigiana, che collega Firenze a Siena attraverso la zona del Chianti. Essa è inoltre collegata alle località di Cascine del Riccio e di San Gersolè attraverso via di Fattucchia, e alle zone di Poggio alla Croce attraverso la Strada Provinciale SP 56 del Brollo e del Poggio alla Croce. Quest'ultima principia da via di Tizzano a Grassina e assume il nome di via Fiorentina nel Comune di Greve in Chianti.

### Mobilità urbana
Dal 18 settembre 1927 entrò in funzione una tranvia, inquadrata come linea 12 (Piazza del Duomo - Grassina) nella rete tranviaria di Firenze, la quale venne completamente smantellata entro il 1958. L'affermarsi della frazione è avvenuto soprattutto dopo la Seconda guerra mondiale approfittando della relativa vicinanza al capoluogo regionale con cui è collegata dalle autolinee urbane Ataf.
Attualmente le linee urbane 31, 24 e 49 di ATAF e Li-nea servono la località. Esse permettono di raggiungere rispettivamente il centro storico di Firenze (Via la Pira), la zona di Sorgane attraversando le varie località del Comune (Antella, Croce a Balatro, Osteria Nuova e Bagno a Ripoli con capolinea in Piazza Rodolico) e San Polo. Il paese è raggiungibile anche da località extraurbane come Impruneta, Panzano, Greve in Chianti e Poggio alla Croce grazie alle linee 354, 365 e 366 delle Autolinee Chianti Valdarno.

## Sport

### Calcio
Il paese ha una squadra, l'ASD Grassina che milita in Eccellenza Toscana.